# Droga krajowa 87
Die Droga krajowa 87 (DK87) ist eine Landesstraße in Polen. Die Straße verläuft in südlicher Richtung von Nowy Sącz (Neu Sandez) dem Lauf des Poprad aufwärts folgend nach Piwniczna-Zdrój und weiter zur Grenze der Slowakei. Von dort aus setzt sich die Straße nach Mníšek nad Popradom in der Slowakei fort. Sie ist rund 28 Kilometer lang.

## Wichtige Ortschaften an der Strecke
Woiwodschaft Kleinpolen (województwo małopolskie):
- Nowy Sącz (DK28, DK75)
- Stary Sącz
- Rytro
- Piwniczna-Zdrój